# Síbia de Walden
La síbia de Walden (Actinodura waldeni) és una espècie d'ocell de la família dels leiotríquids (Leiothrichidae) que habita el pis inferior del bosc, matolls i praderies de l'est de l'Índia, sud-est del Tibet, oest i nord de Myanmar i sud-oest de la Xina.